# Tmpfs
tmpfs (Temporary File System) è un tipo di memoria temporanea tipica dei sistemi operativi Unix-like. Questo file system viene montato come memoria volatile e non come memoria persistente. Un file system simile è il RAM disk.
Tutto ciò che viene memorizzato in tmpfs è temporaneo, nel senso che nessun file verrà creato sul disco rigido. Tuttavia, in caso di esaurimento della memoria a disposizione, verrà utilizzato lo spazio di swap. Al riavvio, tutti i file scritti in tmpfs andranno persi.
La memoria utilizzata da tmpfs è una memoria dinamica (cresce e si riduce per adattarsi ai file in essa contenuti).
Molte distribuzioni Linux (tra cui Arch Linux e Debian) utilizzano tmpfs per impostazione predefinita per la partizione /tmp o per la memoria condivisa.